# Penisola di Čonhar
La penisola di Čonhar (Çonğar) è una penisola situata nella parte settentrionale del Sivaš, in Ucraina.
Amministrativamente, l'intera penisola ospita la comunità rurale Čonhar del distretto di Heničes'k. Insieme alla penisola di Tup-Džankoj della Crimea che si protende verso di essa, e da cui è divisa dal braccio di mare dello stretto di Čonhar, la penisola di Čonhar divide il Sivaš in due parti: quella orientale e quella occidentale.
La penisola di Čonhar, che fa parte dell'oblast' di Cherson, è collegata alla Crimea grazie a una serie di ponti e dighe rialzate.
Insieme all'istmo di Perekop e alla striscia di Arabat, la penisola di Čonhar vanta uno dei tre collegamenti stradali tra la Crimea e l'Europa continentale.

## Storia
La penisola di Čonhar è attualmente occupata dalle forze armate russe nel corso della guerra russo-ucraina.